# 스콜피온 기관단총
61년형 스콜피온 기관단총(체코어: Škorpion vz. 61)은 구 체코슬로바키아가 개발한 기관단총이다. 때때로 기관권총으로 분류되기도 한다. 원래 .32 ACP로도 알려진 7.65 X 17mm 탄환을 사용하는 것으로 설계되었고, 이후에 .380 ACP (9mm X 17mm), 9 x 18 mm 마카로프탄, 9 × 19 mm 패러벨럼을 사용하는 파생형이 존재한다.
스콜피온은 가벼운 무게와 작은 사이즈 덕분에 항공기, 전차, 차량 승무원에게 인기가 많았다. 이 총은 또 테러리스트 집단이 애용하기도 했다. 비교적 화력이 약한 탄(.32 ACP)을 사용하고 25m라는 짧은 유효사거리를 가졌으나, 근접 전투에서 유용한 무기이며 동유럽 국가들에 광범위하게 사용되고 있다.
스콜피온은 단발 또는 전자동 사격이 가능하며, 일반적인 권총집에 수납할 수 있고, 한 손 또는 양손으로 사격도 가능하다. 개머리판을 펼칠 경우에는 같은 구경의 대부분 권총보다 더 긴 유효 사거리를 제공한다. 세르비아에서는 M61과 M84로 채용되어 있다.

## 대중 문화
- 영화
  - 《파이널 디씨전(Executive Decision)》
  - 《블레이드 2(Blade II)》
  - 《콘 에어(Con Air)》
  - 《페이스 오프(Face Off)》
  - 《매트릭스(The Matrix)》
  - 《매트릭스 3: 레볼루션(The Matrix Revolutions)》
  - 《트리플X(xXx)》
  - 강철비

- 게임
  - 《골든아이 007》
  - 《콜 오브 듀티 4: 모던 워페어》
  - 《콜 오브 듀티: 블랙 옵스》
  - 《메탈기어 솔리드 3: 스네이크 이터》
  - 《워록》
  - 《A.V.A》
  - 《배틀그라운드》
  - 《배틀그라운드 모바일》

## 같이 보기
- 기관권총